# (6181) Bobweber
(6181) Bobweber – planetoida z grupy pasa głównego asteroid okrążająca Słońce w ciągu 3 lat i 281 dni w średniej odległości 2,58 j.a. Została odkryta 6 września 1986 roku w Palomar Observatory przez Eleanor Helin. Nazwa planetoidy pochodzi od Roberta Webera (1926-2008), amerykańskiego fizyka i astronoma. Przed nadaniem nazwy planetoida nosiła oznaczenie tymczasowe (6181) 1986 RW.